# ساندي برونديلو
ساندي برونديلو (بالإنجليزية: Sandy Brondello)‏ مواليد 20 أغسطس 1968 في كوينزلاند، أستراليا، هي لاعبة كرة سلة أسترالية سابقة تحولت إلى التدريب بعد الاعتزال بدأت مسيرتها الاحترافية في سنة 1992. تم اختيارها من قبل فريق ديترويت شوك خلال الدرافت تدرب فريق فينيكس ميركوري في دوري الاتحاد الوطني لكرة السلة النسائية. مثلت منتخب بلادها. شاركت في دورة الألعاب الأولمبية الصيفية سنة 1988. اعتزلت اللعب في 2004. فازت بلقب دوري المحترفات.

## سجل المنافسة
شاركت في المنافسات التالية:
- الألعاب الأولمبية الصيفية 1988
- الألعاب الأولمبية الصيفية 1996
- الألعاب الأولمبية الصيفية 2000
- الألعاب الأولمبية الصيفية 2004

## الميداليات
| الميدالية | المسابقة                                    |
| --------- | ------------------------------------------- |
| برونزية   | الألعاب الأولمبية الصيفية 1996              |
| فضية      | الألعاب الأولمبية الصيفية 2000              |
| فضية      | كرة السلة في الألعاب الأولمبية الصيفية 2004 |
| برونزية   | كأس العالم لكرة السلة للسيدات 1998          |
| برونزية   | كأس العالم لكرة السلة للسيدات 2002          |

## روابط خارجية
- ساندي برونديلو على موقع الاتحاد الدولي لكرة السلة (الإنجليزية)
- ساندي برونديلو على موقع الاتحاد الوطني لكرة السلة النسائية (الإنجليزية)
- ساندي برونديلو على موقع كرة السلة الأوروبية.كوم (الإنجليزية)
- ساندي برونديلو على موقع بروبوليرز (الإنجليزية)
- ساندي برونديلو على موقع سبورتس رفرنس (الإنجليزية)
- ساندي برونديلو على موقع سبورتس رفرنس (الإنجليزية)
- ساندي برونديلو على موقع سبورتس رفرنس (الإنجليزية)
- ساندي برونديلو على موقع اللجنة الأولمبية الدولية (الإنجليزية)
- ساندي برونديلو على موقع أوليمبيديا (الإنجليزية)
- ساندي برونديلو على موقع اللجنة الأولمبية الأسترالية (الإنجليزية)